# Dušan Uškovič
Dušan Uškovič (Prešov, 9 aprile 1985) è un ex calciatore slovacco, di ruolo attaccante.

## Caratteristiche tecniche
È un centrocampista offensivo che può giocare come attaccante.

## Carriera

### Club
Dopo aver iniziato la carriera professionistica con il Football Club Baník Horná Nitra, nell'estate del 2005 passa al Rimavská Sobota, società slovacca nella quale rimane fino al 2007 prima di ritornare al Banik Prievidza. Nella prima parte della stagione 2007-2008 realizza 11 reti giocando 18 incontri di campionato. Nel gennaio del 2008 viene acquistato dal Dukla Banská Bystrica. Nella prima stagione gioca 11 partite andando in rete in 4 occasioni. Nella seconda sigla 8 marcature scendendo in campo 15 volte. Nella terza realizza 7 gol giocando 28 presenze di campionato e 3 sfide di coppa senza segnare alcuna rete. Nella stagione 2010-2011 peggiora ancora il suo bottino stagionale, mettendo a segno 4 reti in 20 sfide di campionato. Nell'annata seguente sigla 4 marcature giocando 14 incontri di campionato mentre in coppa va a segno contro lo Spartak Trnava (1-2). Dopo aver giocato per un breve periodo nel Ružomberok si trasferisce al Hradec Králové, società ceca di prima divisione: il 29 luglio del 2012 esordisce contro il Viktoria Pilsen (3-0) e il 16 settembre sigla la prima rete in campionato contro lo Zbrojovka Brno (2-0).